# Home sweet home (hoorspel)
Home sweet home is een hoorspel van Ab van Eyk. De NCRV zond het uit op maandag 19 februari 1979, van 22:33 uur tot 23:00 uur, als derde in de luisterspelserie Waar haal je het recht vandaan? De regisseur was Ab van Eyk.

## Rolbezetting
- Olaf Wijnants
- Trudy Libosan
- Bob van Tol
- studenten en technici van de Jelburg in Baarn

## Inhoud
In dit documentair getinte luisterspel gaat het over de woningnood die zo'n 35 jaar na de oorlog met name onder studenten ernstige vormen heeft aangenomen. Zij die zelf in een riante bungalow meer dan behaaglijk onderdak zijn, kunnen daar gemakkelijk vrijblijvend over filosoferen, maar voor de werkelijke slachtoffers - in casu de studenten - die door dreigende afbraak van het pand dat ze bewonen dakloos zullen worden, heeft het probleem meer van een nachtmerrie. Het is een mensenrecht gehuisvest te zijn, maar waar haal je dat recht vandaan wanneer je de macht niet aan je kant hebt?